# Zoë Straub
Zoë Straub (IPA [ˈzoːiː ˈʃtʁaʊp]; Vienna, 1º dicembre 1996) è una cantante, compositrice e attrice austriaca generalmente nota con il mononimo Zoë; fu rappresentante del suo Paese all'Eurovision Song Contest 2016 con Loin d'ici.

## Biografia
Zoë Straub è nata a Vienna da genitori musicisti.
All'età di sei anni ha preso parte al progetto musicale dei genitori Papermoon, nella canzone Doop Doop (Baby Remix) . Nel 2007, Straub ha partecipato al talent show austriaco "Kiddy Contest", dove ha interpretato la cover di Engel ohne Flügel, originariamente cantata da Nicole. Ha frequentato il liceo francese di Vienna.
Nel 2015 Zoë Straub ha recitato nella serie televisiva Vorstadtweiber trasmessa dalla ORF. Nello stesso anno ha preso parte alle selezioni nazionali per l'Eurovision Song Contest 2015, dove si è classificata al terzo posto con la canzone Quel filou, da lei stessa composta insieme a suo padre Christof. Si è poi esibita nella Rathausplatz di Vienna, nei giorni in cui la città ha ospitato l'Eurovision Song Contest 2015. In ottobre ha pubblicato il suo primo album Debut.
Nel febbraio 2016 ha vinto la finale delle selezioni nazionali per l'Eurovision Song Contest 2016 di Stoccolma con la canzone Loin d'ici.
Partecipando nella prima semifinale e piazzandosi settima, Zoe ha qualificato l'Austria per la finale del concorso, dove poi ha raggiunto il tredicesimo posto.
Il suo singolo C'est la vie del 2018 ha riscosso molto successo anche fuori dall’Austria, venendo trasmesso per numerose occasioni su radio francesi ed italiane e quindi consacrando Zöe come cantante internazionale.

## Discografia

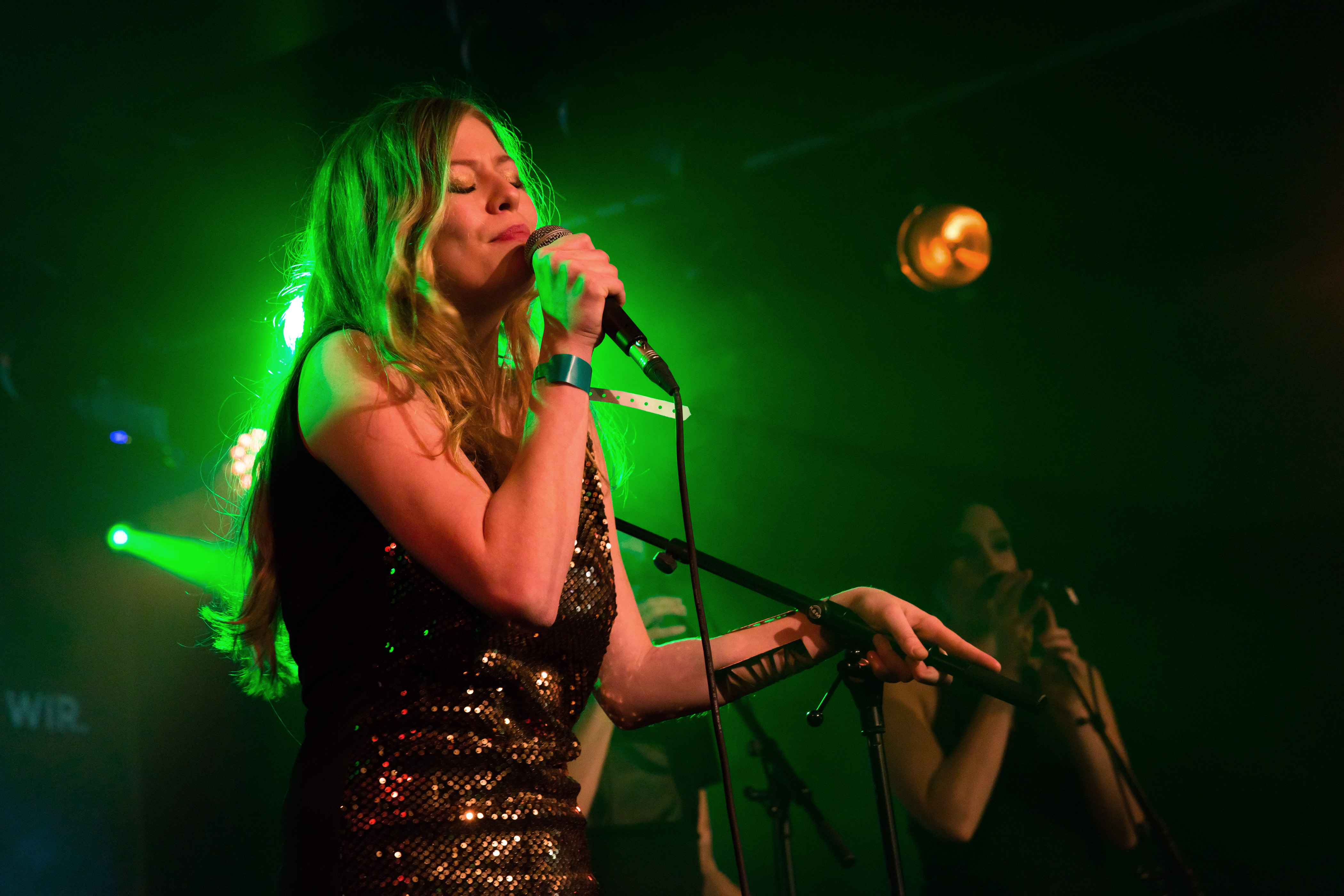
Zoë durante la finale nazionale della selezione austriaca per l'Eurovision Song Contest 2015

### Album
- 2015 - Debut

### Singoli
| 2002                                                              | Doop Doop (Baby Remix) | —  |       | Brano dei Papermoon feat. Zoe Straub |
| 2007                                                              | Engel ohne Flügel      | —  |       | Con il nome di Zoë Straub            |
| 2015                                                              | Quel filou             | 23 | Debut |                                      |
| 2015                                                              | Je m'en fous           | —  | Debut |                                      |
| 2015                                                              | Mon cœur a trop aimé   | 12 | Debut |                                      |
| 2016                                                              | Loin d'ici             | 13 | Debut |                                      |
| 2016                                                              | La nuit des merveilles | —  |       |                                      |
| 2017                                                              | Dangerous Affair       | —  |       |                                      |
| 2018                                                              | C'est la vie           | —  |       |                                      |
| Il simbolo "—" indica che il singolo non è entrato in classifica. |                        |    |       |                                      |

### Classifiche
- 2015 - Debut - #5 Ö3 Austria Top 40[8]

## Filmografia

### Cinema
- Isi & Ossi, regia di Oliver Kienle (2015)

### Televisione
- Vorstadtweiber, serie televisiva (2015)
- Pregau, miniserie televisiva (2016)

## Premi e nomination
| Anno | Premio                       | Categoria                   | Titolo                 | Risultato |
| ---- | ---------------------------- | --------------------------- | ---------------------- | --------- |
| 2016 | Amadeus Austrian Music Award | Artista femminile dell'anno | —                      |           |
| 2016 | Amadeus Austrian Music Award | Canzone dell'anno           | "Mon cœur a trop aimé" |           |